# Hrustančevina
Hrustančevina je vrsta gostega povezovalnega tkiva, ki gradi hrustanec. Zgrajena je iz celic, ki se imenujejo hondrociti. Te celice proizvajajo velike količine medceličnine, ki je sestavljena iz kolagenskih vlaken, elastina in proteoglikanov. Glede na relativne količine le-teh razlikujemo hialino hrustančevino, elastično hrustančevino in vezivno hrustančevino. Je tudi del vezivnega tkiva.